# 汶南河
汶南河是莱芜区高庄街道的河流，发源在莲花山北麓田家林村，向北流，在西汶南村东注入牟汶河。全长15.42（9.58英里）。河口处有桥梁跨越，S26 高速汶河桥接近河口处。野店水库在上游，库容3.18×106立方（1.12×108立方英尺），属粘土心墙坝。

## 图集

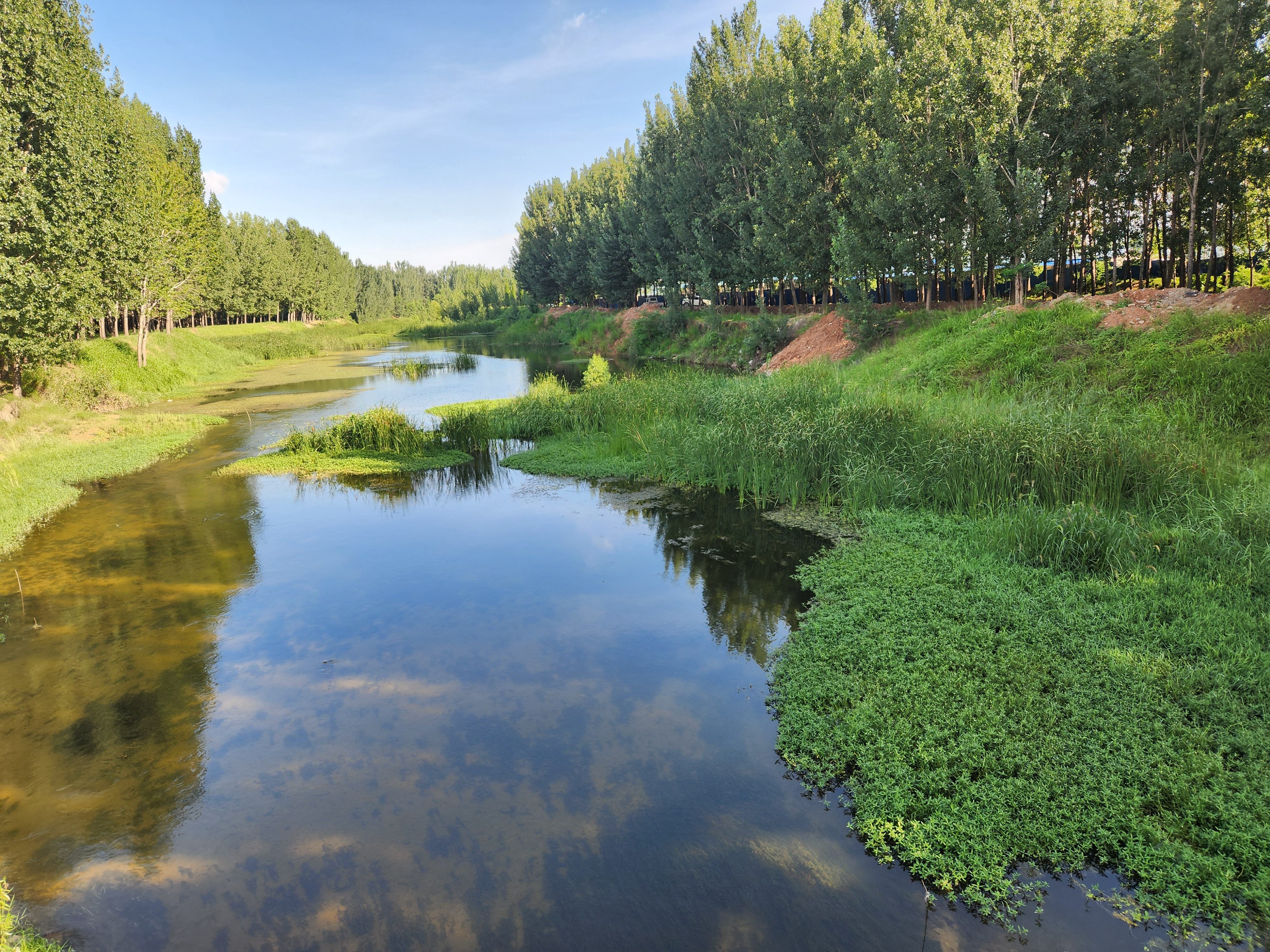
在河口处向南瞭望
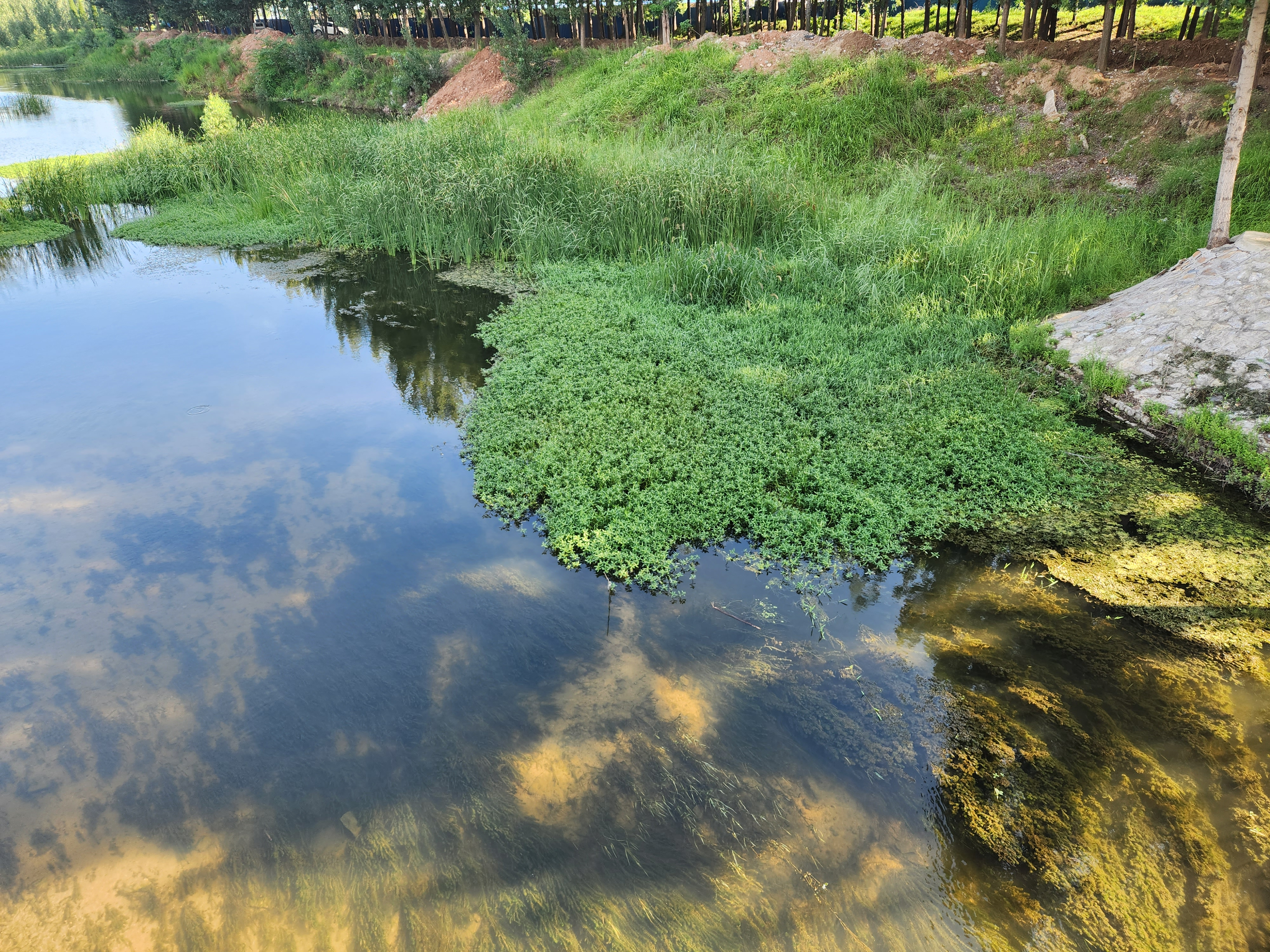

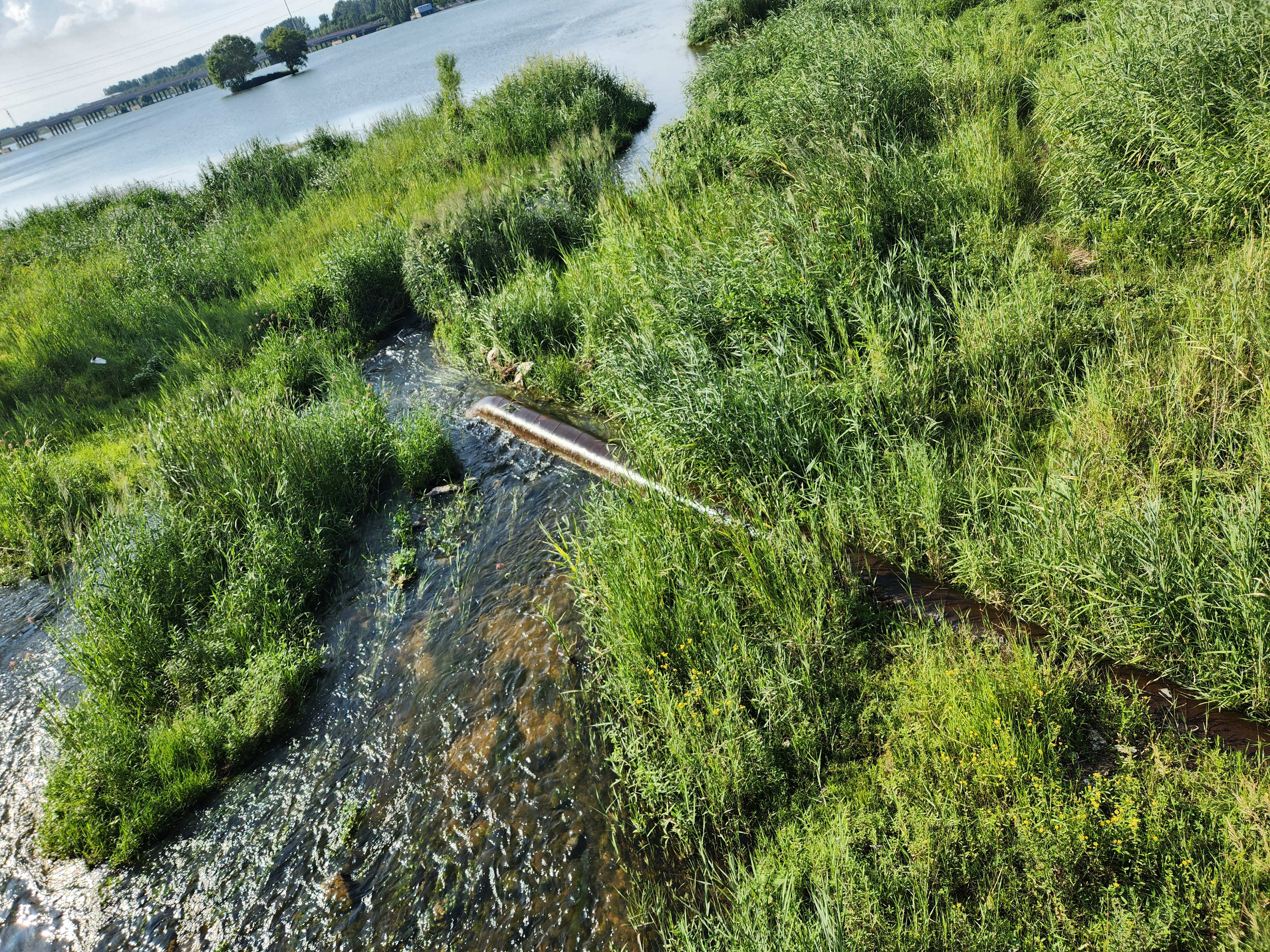
河口
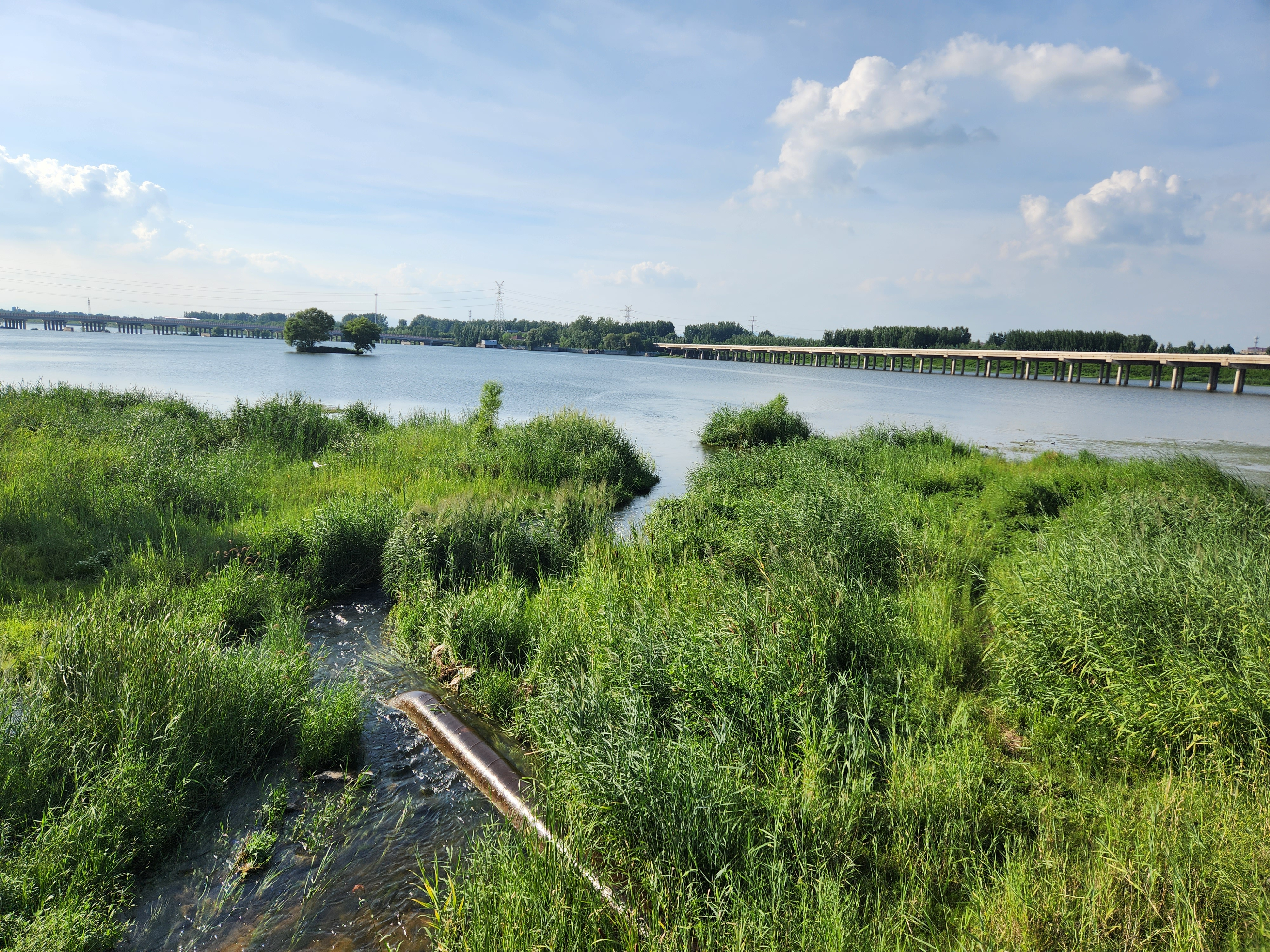

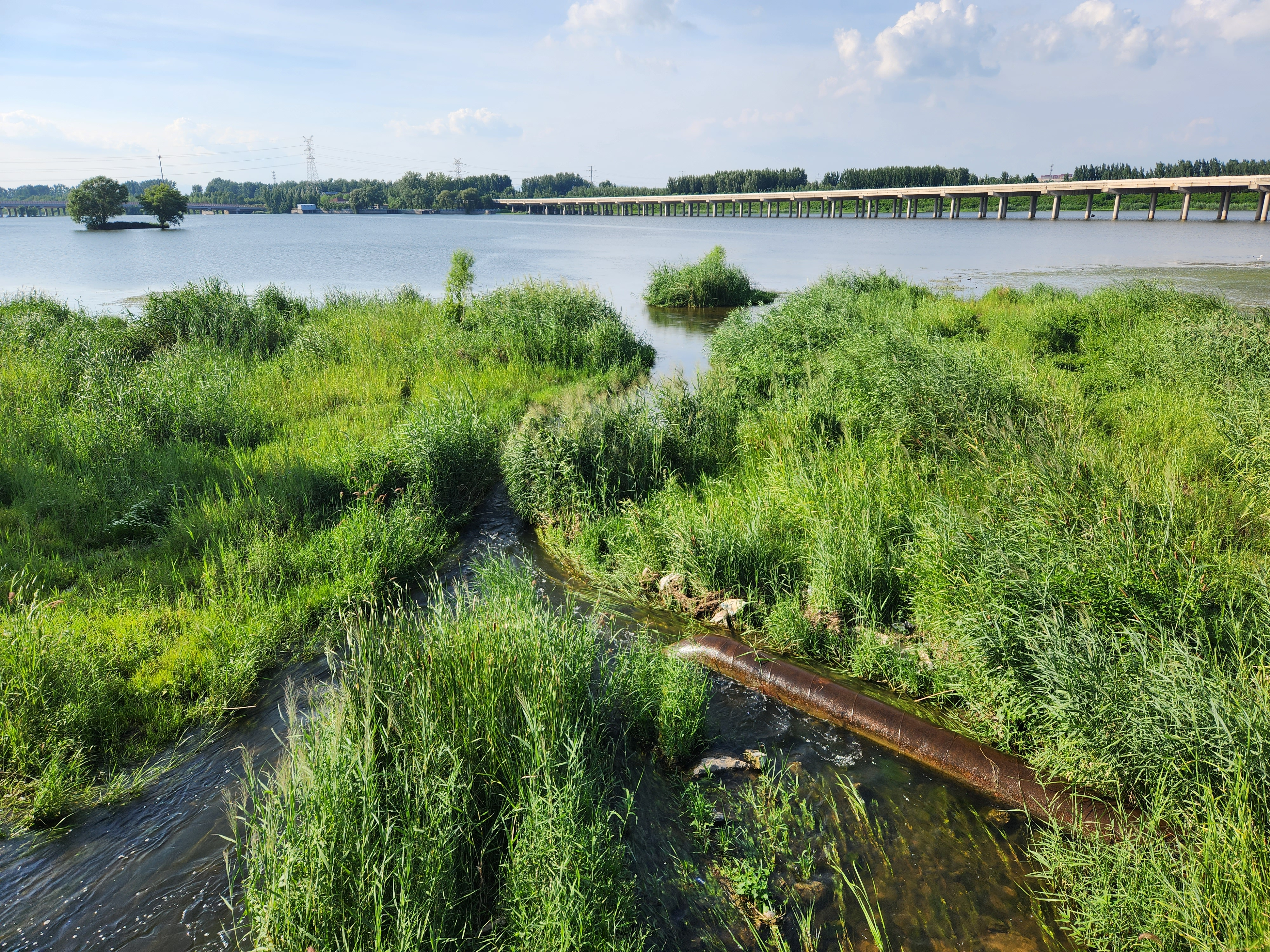
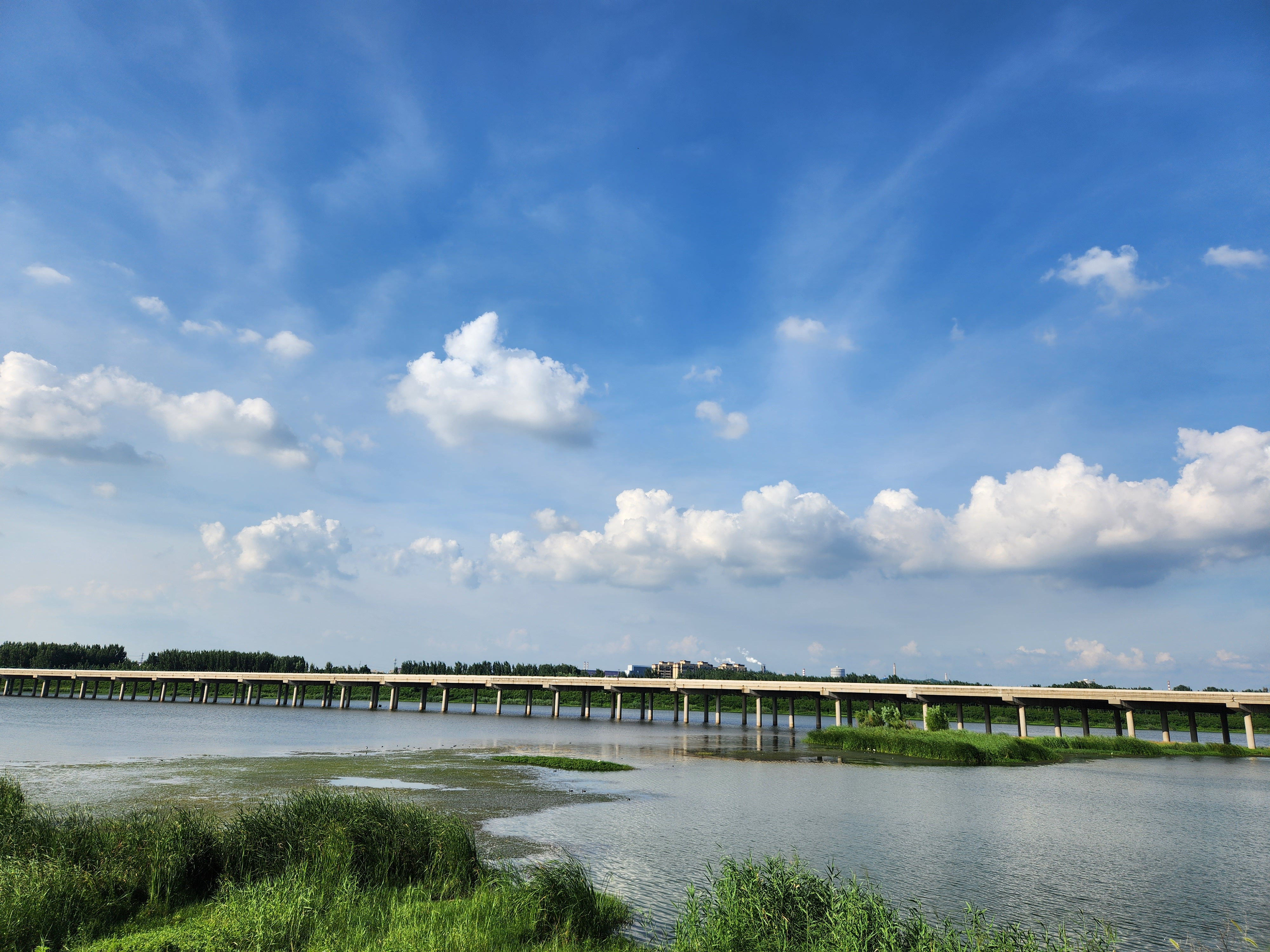
由河口向东望 S26 泰莱高速桥